# Каплинский, Яан
Яан Капли́нский (в русских публикациях также Ян Каплинский, эст. Jaan Kaplinski; 22  января 1941, Тарту, Эстонская ССР — 8 августа 2021) — эстонский поэт, эссеист, переводчик. Почётный гражданин Тарту.

## Биография
Родился 22 января 1941 года. Сын поляка и эстонки. Отец, филолог Ежи Каплинский (1903—1943), был арестован в первый год после присоединения Эстонии к СССР в 1940 году и погиб в заключении. Мать, Нора Каплински, была переводчицей французской литературы. Яан вырос в Тарту и проводил летнее время у родственников в окрестностях Выру. Учился в Тартуском университете, диплом по романской филологии (1966). Формировался в кругу тартуских семиотиков (Ю. М. Лотман и др.), вместе с тем испытал глубокое влияние восточной философии, прежде всего — буддизма, одним из наставников в котором был для него выдающийся теолог, философ, филолог и поэт Уку Мазинг (1909—1985).
Инициатор и один из авторов «Письма сорока» (1980) — воззвания сорока эстонских интеллектуалов против политики русификации в Эстонской ССР. Умер 8 августа 2021 года.

## Творчество и признание
Переводил с китайского («Дао Дэ Цзин») и европейских языков — английского, французского, испанского, шведского (стихи Т. Транстрёмера). Его собственные стихи и эссе переведены на английский, французский, голландский, шведский, норвежский, финский, исландский, иврит, венгерский, латышский, литовский, чешский, болгарский, японский и другие языки.
Лауреат Литературной премии Эстонской ССР имени Юхана Смуула (1985), Лауреат Премии Балтийской ассамблеи в области литературы (1997), Премии Виленицы (2001), премии Макса Жакоба (2003), Национальной премии Эстонии в области культуры (2016), Европейской премии по литературе (2016). На 4 стихотворения Каплинского написал музыку Х. Бёртуистл (1998).
В 2014 году Каплинский выпустил первый сборник стихов, написанных по-русски, получив за эту книгу Русскую премию; в 2017 году вышла вторая книга на русском — «Улыбка Вегенера». В 2018 году удостоен Премии Андрея Белого в номинации «За заслуги перед русской литературой».

## Политическая деятельность
С 1990 по 1992 годы участвовал в работе Конгресса Эстонии.
В 1992—1995 — депутат Эстонского парламента. С 2004 — член Эстонской социал-демократической партии.

## Произведения

### Стихотворения
- Jäljed allikal (1965)
- Kalad punuvad pesi (1966)
- Tolmust ja värvidest (1967)
- Valge joon Võrumaa kohale (1972)
- Ma vaatasin päikese aknasse (1976)
- Uute kivide kasvamine (1977)
- Raske on kergeks saada (1982)
- Tule tagasi helmemänd (1984) («Вернись, янтарная сосна», 2021, перевела Екатерина Вельмезова)
- Õhtu toob tagasi kõik (1985; («Вечер возвращает всё: Стихи» 1987, перевел Светлан Семененко)
- Käoraamat. Luulet 1956—1980 (1986)
- Hinge tagasitulek (1990)
- Tükk elatud elu. Tekste 1986—1989 (1991)
- Mitu suve ja kevadet (1995)
- Öölinnud. Öömõtted. Luuletusi 1995—1997 (1998)
- Sõnad sõnatusse (2005, на эстонском и русском языках)
- Vaikus saab värvideks (2005)
- Teiselpool järve (2008)
- Белые бабочки ночи (2014)
- Улыбка Вегенера (2017)
- Наши тени так длинны (2018)
- За другими реками (2021)
- Helmemänni varju all (2021) («Под тенью янтарной сосны», 2023, перевела Екатерина Вельмезова)

### Проза
- Kust tuli öö (1990; «Откуда пришла ночь»)
- Teekond Ayia Triadasse (1993)
- Jää ja Titanic (1995; «Лёд и титаник»)
- See ja teine (1996; «Этот и другой»)
- Võimaluste võimalikkus (1997)
- Usk on uskmatus (1998)
- Silm / Hektor (2000)
- Kevad kahel rannikul ehk Tundeline teekond Ameerikasse (2000; «Весна на двух побережьях, или Сентиментальное путешествие в Америку»)
- Kajakas võltsmunal (2000)
- Isale (2003; «Отцу»)
- Kõik on ime (2004, в серии Eesti mõttelugu)
- Seesama jõgi (2007, автобиографический роман)

## Публикации на русском языке
- «Вечер возвращает всё: Стихи». Перевёл с эстонского С. Семененко. М.: «Советский писатель», 1987
- «Весна на двух побережьях, или Сентиментальное путешествие в Америку». Перевёл с эстонского Светлан Семененко. «Вышгород», Таллин, 2001, № 4-5.
- «Вернись, янтарная сосна». Поэтические вариации Екатерины Вельмезовой. Tallinn: «Aleksandra», 2021
- «Под тенью янтарной сосны». Переводы и поэтические вариации Екатерины Вельмезовой. Tallinn: «Aleksandra», 2023